# 吉野海岸

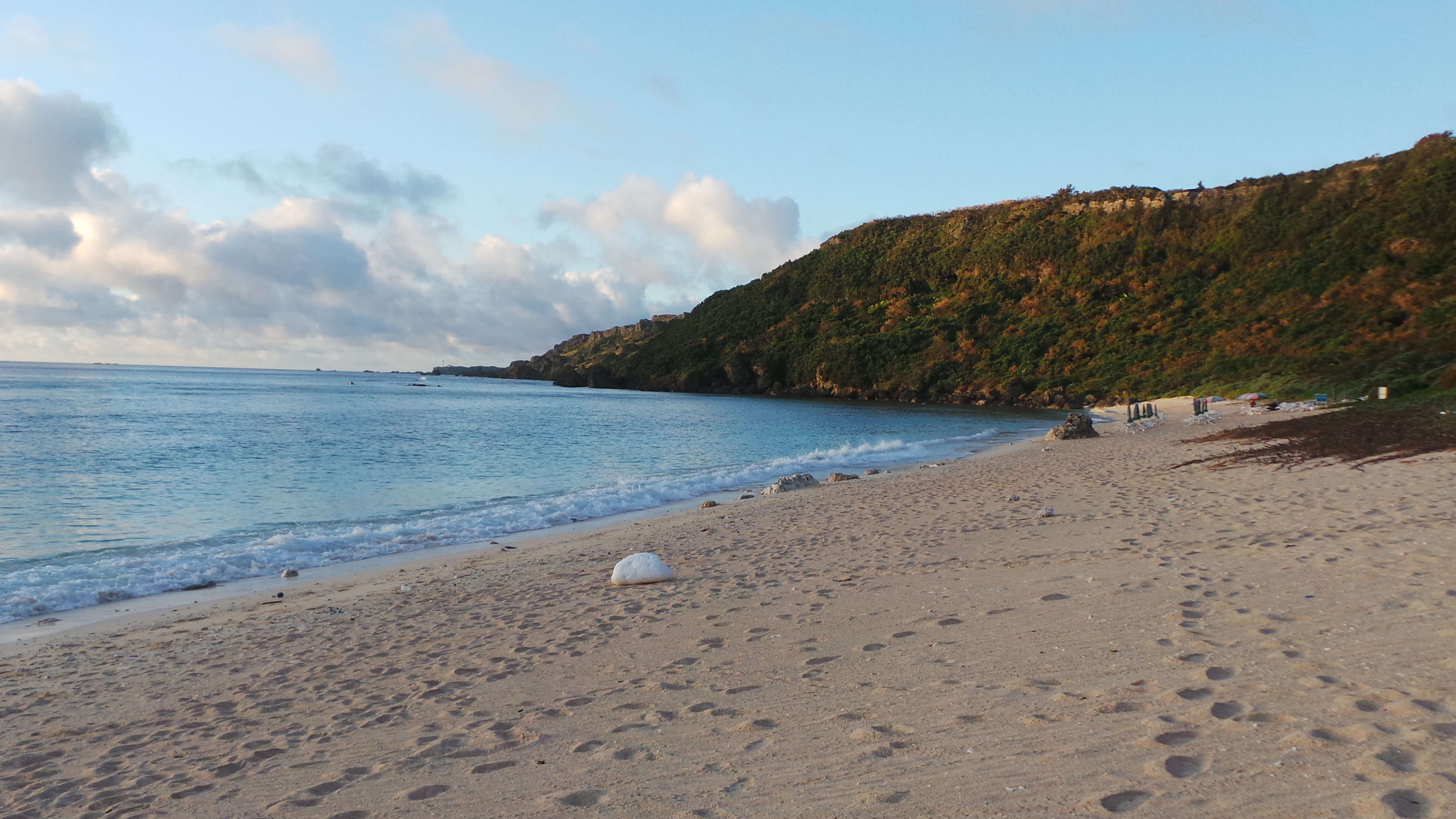
吉野海岸

吉野海岸（よしのかいがん）は、宮古島東部の沖縄県宮古島市城辺字吉野にある砂浜・海水浴場である。

## 概要
琉球方言で「イノー」と呼ばれる大規模な礁湖がある海岸。熱帯魚の種類や数は宮古島で最も多いと言われており、シュノーケリングのポイントとして知られている。ただし、遠浅で潮の干満の影響を受けやすく、干潮時はシュノーケリングに適さない。ウミガメの産卵地でもある

## 施設
- 駐車場[6]
- シャワー・更衣室[5][6]
- トイレ[5][6]
- 売店・器材レンタル[7]

2004年度（平成16年度）に旧城辺町によって県道近くの崖上に駐車場、シャワー・更衣室、トイレ等の施設（吉野海岸利便施設）が整備されている。一般車両は海岸まで降りることはできないため、崖上の駐車場に車を停めて、ワゴン車によるシャトル輸送で海岸にアクセスする。利便施設（シャトル輸送を含む）の利用は有料（車両１台につき500円）である。
夏季には業者がレジャー用品のレンタル等の営業を行っているが、2019年（平成31年）4月からは条例による許認可制度が導入され、ライフセーバーの配置等の条件を満たした事業所のみに、活動範囲を仕切って営業が認可される予定である。

## 評価
宮古島観光協会青年部が2009年（平成21年）の8月下旬から9月下旬にかけて宮古空港出発ロビーで東京直行便の乗客ら1,911人を対象に聞き取りや記入式で行った宮古観光の顧客満足度調査によると、自由回答で「宮古のベスト3」を尋ねる質問に対して「吉野海岸」が3位に挙げられた。

## 沿革
- 2004年度（平成16年度） - 城辺町（当時。2005年10月1日に合併して宮古島市の一部となる。）が駐車場、トイレ、シャワーの設備（吉野海岸利便施設）、及び、海岸への町道を整備[8]。
- 2005年（平成17年）
  - 4月29日 - 吉野海岸利便施設の管理運営を開始。施設利用料（車両１台につき500円）を徴収するとともに、町道を交通規制してシャトルバスでの送迎を行う[8][11]。
  - 6月25日 - 所要の管理条例が制定されていなかったため、管理運営費の徴収及び町道の交通規制を一時解除[8]。
  - 7月19日 - 城辺町議会が管理条例を可決[12]。
  - 8月3日 - 吉野海岸利便施設の管理運営を再開[13]。
- 2018年（平成30年）
  - 7月6日 - 平成30年7月豪雨による土砂崩れのためアクセス道路が通行止めとなる[14]。
  - 7月13日 - アクセス道路の通行止めを解除[15]。

## 交通
- 宮古空港から車で約40分[4]。沖縄県道83号保良西里線から海岸側に入る。
- 宮古協栄バス新城吉野保良線吉野停留所下車、徒歩約30分[16] - 本数が少なく、往路と復路で経路が異なるので注意が必要である。